# John Aston (labdarúgó, 1947)
John Aston Jr. (Manchester, 1947. június 28. –) BEK-győztes angol labdarúgó, csatár.

## Pályafutása
1965 és 1972 között a Manchester United labdarúgója volt, ahol egy angol bajnoki címet nyert. Tagja volt az 1967–68-as idényben BEK-győztes csapatnak és a döntő legjobb játékosának választották. 1972 és 1977 között a Luton Town, 1977–78-ban a Mansfield Town játékosa volt. 1978–79-ben a Blackburn Rovers csapatában fejezte be az aktív labdarúgást.

## Magánélete
Apja John Aston Sr. (1921–2003) válogatott angol labdarúgó.

## Sikerei, díjai
Manchester United
- Angol bajnokság (First Division)
  - bajnok: 1966–67
- Angol szuperkupa (FA Charity Shield)
  - győztes (2): 1965, 1967
- Bajnokcsapatok Európa-kupája (BEK)
  - győztes: 1967–68
- Interkontinentális kupa
  - döntős: 1968